# 186 هـ
186 هـ هي سنة في التقويم الهجري امتدت مقابلةً في التقويم الميلادي بين سنتي 802 و803.

## مواليد
- ابن السكيت
- الحارث بن محمد بن أبي أسامة التميمي

## وفيات
- بشر بن المفضل
- سلم الخاسر
- يقطين بن موسى
- خريش بن عبد الرحمن الكندي